# Región de Dávao
La región de Dávao (en inglés: Dávao Region; en cebuano, Rehyon sa Dabaw o Kadabawan) es designada como la región XI dentro del territorio de las Filipinas. Se encuentra localizada en la parte sur oriental de la isla de Mindanao. La Región de Dávao consiste de 5 provincias:
- Dávao del Norte,
- Dávao de Oro,
- Dávao del Sur,
- Dávao Occidental,
- Dávao Oriental.

La Región forma el golfo de Dávao y su centro administrativo es la ciudad de Dávao. La región era llamada anteriormente Mindanao del Sur y corresponde a la desaparecida provincia de Dávao.

## Historia
La ciudad de Dávao fue fundada en 1848. Anteriormente la presencia española es escasa en la región, o no está documentada. En ese año de 1848, una expedición de 70 hombres y mujeres liderada por Don José Oyanguren, vasco originario de Vergara, en Guipúzcoa, llegó con la finalidad de establecer un asentamiento cristiano en las marismas de lo que hoy es la rivera de Bolton. 
El jefe tribal regional era en esa época Datu Daupan, con quien Oyanguren se alió para derrotar a otro cacique local llamado Datu Bago que imponía tributo a los Mandayas. Oyanguren fue derrotado en un primer momento, pero finalmente con la ayuda de Don Manuel Quesada, que aportó un pequeño ejército de infantería y un apoyo naval consiguieron derrotar al Datu Bago y destruir su asentamiento.
Posteriormente a las batallas, Oyanguren renombró la región como Nueva Guipúzcoa y fundó en 1848 Nueva Vergara, que se convertiría en Dávao. Oyanguren, se convirtió en su primer gobernador informando de que se había conquistado pacíficamente todo el golfo de Dávao, al final de ese año. Intentó negociar y hacer las paces con las tribus locales, los Bagobos, los Mansakas, los Aetas etc., sin embargo sus esfuerzos no dieron grandes frutos.
El presidente Rodrigo Duterte fue alcalde de la ciudad de Dávao.